# Марија Маргарета Кирх
Марија Маргарета Кирх (рођена Винкелман, у историјским изворима по имену Марија Маргарета Кирхин; Панич поред Лајпцига, 25. фебруар 1670 – Берлин, 29. децембар 1720) је била немачки астроном. Била је један од првих познатих астронома свог периода због свог писања о конјукцији Сунца са Сатурном, Венером и Јупитером 1709. односно 1712. године.

## Младост
Марију је од раног детињства образовао њен отац, лутерански свештеник, који је веровао да она заслужује образовање еквивалентно оном који се даје дечацима. Са 13 година изгубила је и оца и мајку. Од тада је такође стекла опште образовање од свог зета Јустинуса Телнера и познатог самоуког астронома Кристофа Арнолда, који је живео у близини у граду Сомерфелду и који је био заслужан да је први открио пролазну комету. Постала је Арнолдова незванична помоћница, а касније и асистент, живећи са њим и његовом породицом.  Астрономија није била у потпуности организована по  цеховским правилима током овог временског периода. Као резултат тога, пут да се постане астроном често је изгледао веома различито од случаја до случаја.
Преко Арнолда, Марија је упознала познатог немачког астронома и математичара Готфрида Кирха, који је био 30 година старији од ње и који је добио обуку из астрономије код Јоханеса Хевелијуса и формално образовање на Универзитету у Јени. Венчали су се 1692. године, а касније су добили четворо деце, која су сва пратила родитеље студирајући астрономију.  Кирх је имао користи од своје заједнице са Маријом јер је имао жену која је бринула о његовој деци и помоћника да води прорачуне, прикупља податке и на други начин му помаже. У међувремену, Марија је могла да настави школовање у астрономији. Без ове заједнице, мало је вероватно да би Марија могла самостално да учествује у астрономији. Године 1700, пар се преселио у Берлин, пошто је изборни владар Бранденбурга Фридрих III, касније Фридрих I Пруски, именовао Готфрида Кирха за краљевског астронома, позицију која се додељује еминентном астроному.

## Каријера, запажања и публикације
Женама нису биле приуштене године шегртовања, због чега су биле зависне од оних у свом домаћинству за обуку. Због тога, Готфрид Кирх је давао својој жени даља упутства из астрономије, као и својој сестри и деци почев од малих ногу. Због друштвених норми и веровања у датом временском периоду, женама није било дозвољено да похађају универзитете у Немачкој. То, међутим, није у потпуности искључило жену из бављења астрономијом, јер су се астрономски рад и посматрање неба одвијали углавном ван универзитета. Већина астронома током овог временског периода није имала званичне дипломе из астрономије. Уместо тога, већина астронома је имала дипломама из медицине, права или теологије. Истакнути научни универзитети у то време укључивали су Француску краљевску академију наука, Берлинску академију наука и Краљевско друштво у Лондону – сви су били намењени мушкој публици. Тако је Кирхова постала једна од ретких жена активних у астрономији 1700-их. Постала је надалеко позната као Кирхин, женска верзија породичног имена. У Светом римском царству није било нечувено да се жена бави астрономијом. Марија Куниц, Елизабет Хевелијус и Марија Клара Емарт биле су активне астрономке у седамнаестом веку.
Фридрих III је едиктом увео монопол на календаре у Бранденбургу, а касније и у Пруској, уводећи календарски порез. Приход од овог монопола био је за плаћање астронома и чланова Берлинске академије наука коју је Фридрих III основао у јулу 1700. године. Фридрих III је такође наставио да гради опсерваторију која је инаугурисана у јануару 1711. Уз помоћ супруге, Готфрид Кирх је припремио први календар серије, под називом Chur-Brandenburgischer Verbesserter Calender Auff das Jahr Christi 1701, који је постао веома популаран.
Марија и Готфрид су радили заједно као тим. На типичан начин еснафа напредовала је са позиције Арнолдовог шегрта и постала помоћница свом мужу. Њен муж је студирао астрономију на Универзитету у Јени и служио је као шегрт Јоханесу Хевелијусу. На академији је радила као његов незванични, али признати асистент. Положај жена у науци био је сличан њиховом положају у еснафима, цењен, али подређен. Заједно су вршили запажања и вршили прорачуне за израду календара и ефемерида.
Од 1697. године, Кирхови су такође почели да бележе временске информације. Њихови подаци су коришћени за израду календара и алманаха, а такође су били веома корисни у навигацији. Академија наука у Берлину се бавила продајом њихових календара.

Током прве деценије њеног рада на академији као асистента мужа, Кирхова је посматрала небо, сваке вечери са почетком у 21 час. Током таквог рутинског посматрања открила је комету. Дана 21. априла 1702. Кирхова је открила такозвану „Комету из 1702.“ (С/1702 Н1). Данас нема сумње у њен приоритет у откривању С/1702 Н1. Међутим, у то време њен муж је био заслужан за откриће. У својим белешкама од те ноћи њен муж је забележио:
„Рано ујутру (око 2:00 ујутру) небо је било ведро и звездано. Неколико ноћи раније, посматрао сам променљиву звезду и моја жена је (док сам спавао) желела да је пронађе и види сама, и нашла је комету на небу. Пробудила ме је и ја сам открио да је то заиста комета... Био сам изненађен што је нисам видео претходне ноћи".
Ову комету су заправо дан раније открила два астронома у Риму, Франческо Бјанкини и Ђакомо Филипо Маралди.
Једини научни часопис у Немачкој у то време, Acta Eruditorum, био је на латинском. Накнадна издања Кирхове у њено име била су на немачком. У то време, њен муж није имао самосталну катедру на академији и Кирхови су радили као тим на заједничким проблемима. Пар је заједно посматрао небо: он је посматрао север, а она југ, правећи запажања која једна особа не би могла тачно извести.
Кирхова је наставила да се бави својим астрономским радом, објављујући на немачком под својим именом и уз одговарајуће признање. Њене публикације, које укључују њена запажања о Аурори Бореалис (1707), памфлет Von der Conjunction der Sonne des Saturni und der Venus о коњукцији Сунца са Сатурном и Венером (1709), и приближавању коњункције Јупитера и Сатурна у 1712. постао је њен трајни допринос астрономији. Пре Кирхове, једина жена астроном у Светом римском царству која је објављивала под својим именом била је Марија Куниц. Породични пријатељ и потпредседник Берлинске академије наука, Алфонс де Вињол, рекао је: „Ако се узме у обзир репутација госпође Кирх и госпође Куниц, мора се признати да не постоји грана науке... у којој жене нису способне за достигнућа, и да Немачка посебно у астрономији заузима прво место изнад свих других држава у Европи“.
Године 1709. председник Берлинске академије наука Готфрид фон Лајбниц ју је представио пруском двору, где је Кирхова објаснила како је видела сунчеве пеге.
Након што је њен муж умро 1710. године, Кирхова је покушала да преузме његово место астронома и творца календара у Краљевској академији наука. Њене радње су биле репрезентативне за добро успостављен принцип који је дозвољавао удовицама да преузму занат својих мужева након њихове смрти. Упркос томе што је њену петицију подржао Лајбниц, председник академије, извршно веће академије одбило је њен захтев за формалним положајем рекавши да би „оно што јој уступамо могло послужити као пример у будућности“. Веће није желело да направи преседан именовањем жене. Упркос чињеници да су отприлике 14% астронома почетком 18. века биле жене, у то време још увек је било изузетно неуобичајено да жене постану чланице научних академија. У својој петицији Кирхова је навела своје квалификације за ту позицију. Своју пријаву је образложила у терминима прихватљивим за то време, тврдећи да је добро квалификована јер ју је муж упутио у астрономске прорачуне и посматрање. Она је нагласила да се астрономским радом бавила од удаје и да је радила на академији од именовања њеног супруга десет година раније. За Кирхову, именовање на академију не би било само знак части, већ витални извор прихода за њу и њену децу. Она је то чак и појаснила у својој петицији, објашњавајући да јој муж није оставио довољно средстава за издржавање породице. У старој еснафској традицији заната, било је могуће да Кирхова преузме положај свог мужа након његове смрти, али нове научне институције су имале тенденцију да не следе ту традицију. Упркос томе што су и Марија и Готфрид провели године радећи на календарима и открили по једну комету, једина ставка коју Марија није имала а коју су имали скоро сви у Академији је универзитетско образовање.
Лајбниц је био једина истакнута личност која је подржала њену жалбу. На крају, молба за рад на Берлинској академији је одбијена. Када је Лајбниц напустио Берлин 1711. године, Академија је постала још одлучнија у одбијању Маријиног уласка све док почетком 1712. није добила коначну одбијеницу.
Кирхова је била сигурна да су њене петиције одбијене због њеног пола. Томе донекле говори и чињеница да је уместо ње на место њеног мужа постављен Јохан Хајнрих Хофман, који је имао мало искуства. Хофман је убрзо заостао са својим радом и није успео да изнесе потребна запажања. Чак је предложено да Кирхова постане његов помоћник. Међутим, као изузетно достигнуће за то време, примљена је на Берлинску академију наука.
Године 1711. објавила је Die Vorbereitung zug grossen Opposition, добро прихваћен памфлет у којем је предвидела нову комету, а затим памфлет о Јупитеру и Сатурну. Године 1712. Кирхова је прихватила покровитељство Бернхарда Фридриха фон Кросига, који је био ентузијастичан астроном аматер. Она и њен муж су радили у Кросиговој опсерваторији док се градила академска опсерваторија. У Кросиговој опсерваторији достигла је чин мајстора астронома.
Након што је Барон фон Кросиг умро 1714. године, Кирхова се преселила у Данциг (Гдањск) да накратко асистира професору математике пре него што се вратила у Берлин 1716. Она и њен син, који је управо завршио факултет, добили су понуду да раде као астрономи за руског цара Петра Великог, али су радије остали у Берлину где је она наставила да рачуна календаре за локалитете као што су Нирнберг, Дрезден, Бреслав.
Она је обучила свог сина Кристфрида Кирха и ћерке Кристин Кирх и Маргарету Кирх да јој буду помоћници у породичном астрономском раду, настављајући са производњом календара и алманаха, као и посматрањем. Године 1716, њен син Кристфрид и Јохан Вилхелм Вагнер су именовани за посматраче у опсерваторији академије након Хофманове смрти. Кирхова се вратила у Берлин да би била помоћница свог сина заједно са ћерком Кристин. Поново је радила у академској опсерваторији рачунајући календаре. Мушки чланови академије жалили су се да је преузела превише истакнуту улогу и да је била „превише видљива у опсерваторији када су је посетићивали странци“. Кирховој је наређено да се „повуче у позадину и препусти разговор... свом сину”. Године 1717. Берлинска академија дала је Марији две опције, или да настави да се бори за сопствену позицију или да се повуче у интересу угледа свог сина. Одабрала је да се повуче и настави своја посматрања код куће, за коју је Академија тражила да буде у близини како би њен син и даље могао да вечера код куће, а да не занемарује своје дужности на Академији. Марија Кирх је умрла од грознице у Берлину 29. децембра 1720.

## Публикације
- Kirch, Gottfried; Kirch, Maria Margaretha. Das älteste Berliner Wetter-Buch 1700 - 1701. Edited by G. Hellmann. Berlin, 1893. https://www.digi-hub.de/viewer/resolver?urn=urn:nbn:de:kobv:11-d-4723758%5B%5D
- Kirch, Maria Margaretha. Vorbereitung, zur grossen Opposition, oder, Merckwürdige Himmels-Gestalt im 1712 Jahre, worauf im folgenden 1713 ... . Cölln an der Spree  Druckts Ulrich Liebpert, könighl. Preuss. Hof-Buchdr., [1713?] http://www.worldcat.org/oclc/319882766